# Eumops patagonicus
Eumops patagonicus — вид кажанів родини молосових.

## Середовище проживання
Країни розповсюдження: Аргентина, Болівія, Парагвай. Знайдений в людському середовищі проживання і в лісах.